# Potsdam Museum
Das Potsdam Museum – Forum für Kunst und Geschichte, Anfang des 20. Jahrhunderts gegründet, besitzt mit über 250.000 Objekten eine der größten kunst-, kultur- und regionalgeschichtlichen Sammlungen im Land Brandenburg. Der Bestand spiegelt dabei das bürgerliche Engagement und die Sammelleidenschaft der Gründerjahre wider. Die vielfältigen Sammlungen umfassen kulturhistorische und militärhistorische Bereiche ebenso wie Werke künstlerischen Schaffens.
Parallel zur ständigen Ausstellung werden Sonderausstellungen zur Stadt-, Kunst- und Kulturgeschichte gezeigt, sowie Veranstaltungen und Diskussionsreihen zu aktuellen Themen in der Stadt durchgeführt. Nach mehrfachen Umzügen erfolgte 2012 die Neuaufstellung und Neuausrichtung des Museums im Alten Rathaus am Alten Markt, seinem Gründungsort. Seit 2023 ist Thomas Steller Direktor des Potsdam Museums.

## Geschichte

### Von der Gründung bis zum Ende des Ersten Weltkrieges
Am 20. April 1909 gründeten Bürger der Stadt den Museumsverein in Potsdam. Laut Satzung war sein Ziel, ein städtisches Museum zu errichten. Vorausgegangen waren Schenkungen Potsdamer Bürger an die Stadt: bis 1909 wurden 485 Stück „patriotische Gegenstände“ gesammelt. Im gleichen Jahr erging ein Aufruf an die Einwohner der Stadt, für eine erste Ausstattung des künftigen Museums zu spenden. Der Spendenertrag von 15.000 Mark war eine Grundlage für die erste Ausstellung im Nordflügel des Rathauses am Alten Markt. Die folgenden Ausstellungen und die dem Museum übereigneten Sammlungen ließen bereits kurz nach der Gründung die Raumnot erkennen. So beschloss der Magistrat im Jahr 1910, dem Städtischen Museum eine Etage im Gebäude Brauerstraße 8 für Ausstellungen zur Verfügung zu stellen. Die Jahre bis zum Beginn des Ersten Weltkriegs waren durch wichtige Erwerbungen für das Museum (z. B. 800 Messbilder aus der Königlichen Messbildanstalt) und eine vielfältige Ausstellungstätigkeit gekennzeichnet. Ab 1914 verschlechterte sich die finanzielle Situation des Museumsvereins zunehmend. Im Jahr 1917 übernahm die Stadt Potsdam die Sammlungen und bildete eine städtische Museumsabteilung, die für die Finanzen des Museums zuständig war. Für die fachliche und organisatorische Seite blieb der Museumsverein verantwortlich. Von 1914 bis 1918 war der Maler und Sammler Fritz Rumpf ehrenamtlicher Museumsdirektor.

### Von 1918 bis zum Ausbruch des Zweiten Weltkriegs
Die Wiedereröffnung des Stadtmuseums erfolgte im Jahr 1920. Nach Umbauten konnte am 19. Mai 1923 im ehemaligen Marstall das Potsdamer Garnisonmuseum eröffnet werden. Nach der Wirtschaftskrise bezog im Jahr 1926 die kulturgeschichtliche Abteilung neue Räume im Gebäude Am Neuen Markt 6. Eine rege Ausstellungstätigkeit ist belegt. Zum Beginn der 1930er Jahre verfügte das Stadtmuseum über fünf Abteilungen.:
- Kulturhistorische Abteilung (Am Neuen Markt 6)
- Prähistorische Sammlung (Turmzimmer des Rathauses)
- Naturgeschichtliche Abteilung (Stadtschloss)
- Garnisonmuseum (Marstall)
- Städtische Gemäldesammlung (Marstall)

### Von 1939 bis zum Ende des Zweiten Weltkrieges
Während des Zweiten Weltkriegs wurden Museumsbestände schrittweise ausgelagert. Orte der Auslagerung waren z. B. die ehemalige Hagensche Villa in Potsdam, das Schloss Paretz und das Schloss Wartenburg/Elbe bei Wittenberg. Während des britischen Bombenangriffs am 14. April 1945 verlor das Museum neben einem großen Teil der Sammlungen nahezu alle Inventare, so dass es nicht möglich war, eine genaue Verlustliste zu erstellen.

### Von 1945 bis in die Gegenwart

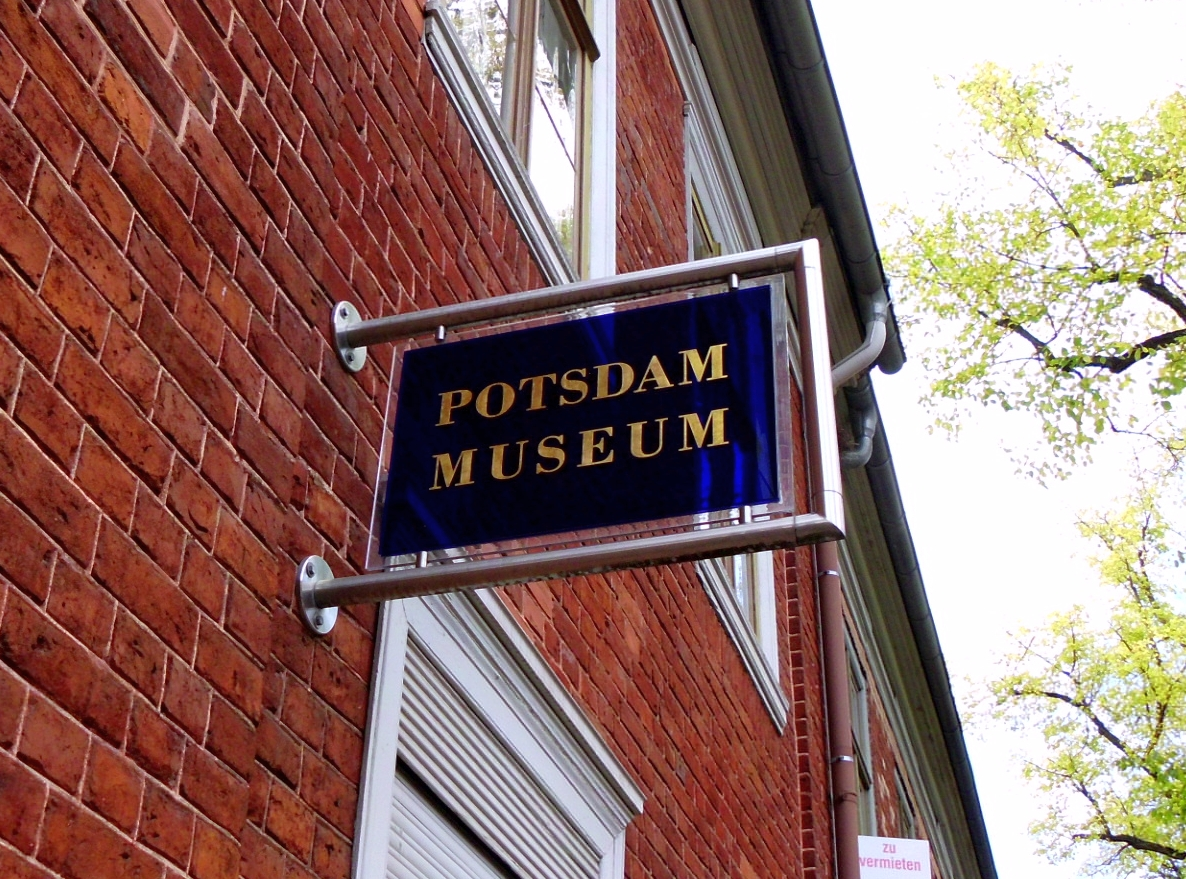
Potsdam Museum im Holländischen Viertel 2011

Bereits im Mai 1945, kurz nach Kriegsende, wurde mit den ersten Bergungsarbeiten in den Trümmern begonnen.
Die Verwaltung wählte 1946 den Ehemaliger Leibreitstall als Haus zur Unterbringung und Ausstellung der noch verfügbaren Bestände. Unter großen Schwierigkeiten bei der Materialbeschaffung konnte am 16. Oktober 1946 das Potsdamer Heimatmuseum in diesem Gebäude eröffnet werden. In den folgenden Jahren war das städtische Museum an wechselnden Standorten in Potsdam untergebracht. Die Hiller-Brandtschen Häuser waren zeitweilig Ausstellungsort des Museums, ein Haus im Holländischen Viertel (Nr. 3) und das Museumshaus Im Güldenen Arm in der Hermann-Elflein-Straße 3.
Das Museum konnte nach der DDR weitergeführt werden. So sind im Museumshaus Im güldenen Arm nun auch weiterhin Sammlungen untergebracht, die vom Brandenburgischen Kulturbund e. V. betreut werden.

Im Jahr 2004 wurde der Förderverein des Potsdam-Museums e. V. gegründet, um das Museum finanziell und ideell zu unterstützen.
Im April 2008 fiel der Beschluss der Stadtverordnetenversammlung zur Neuaufstellung des Potsdam Museums am Alten Markt. Im August 2012 zog das Museum mit der Eröffnung der Ausstellung Friedrich und Potsdam – die Erfindung (s)einer Stadt zurück an seinen angestammten Ort ins Alte Rathaus. Ein Jahr später wurde die stadtgeschichtliche Dauerausstellung Potsdam – eine Stadt macht Geschichte eröffnet.

## Sammlungen
In seiner über 100-jährigen Geschichte hat das Potsdam Museum eine der umfangreichsten regionalgeschichtlichen Sammlungen aufgebaut. Ebenso wie die Militaria- und die Fotosammlung besitzt auch die Kunstsammlung überregionale Bedeutung.

### Bildende Kunst
Die Bereiche Malerei, Grafik und Plastik vom späten Mittelalter bis zur Gegenwart umfassen knapp 13.500 Objekte.
Zur historischen Gemäldesammlung gehören Veduten der Stadt Potsdam und Porträts ihrer Bürger. Die Sammlung Grafik-Topografie des Potsdam Museums umfasst Ansichten der Stadt seit dem ausgehenden 17. Jahrhundert. Zu den frühesten Veduten gehören Kupferstiche und Radierungen von Jean Baptiste Broebes, Johann David Schleuen d. Ä. und Andreas Ludwig Krüger, die das Baugeschehen um das Stadtschloss und rund um den Alten Markt künstlerisch dokumentierten. Handzeichnungen von Architekten des 19. Jahrhunderts belegen den Bauboom zur Zeit der Könige Friedrich Wilhelm III. und Friedrich Wilhelm IV.
Einen weiteren thematischen Schwerpunkt der Sammlung bildet die Landschaftsmalerei. Ein erster großer künstlerischer Nachlass konnte 1918 von den Erben des Malers Carl Gustav Wegener erworben werden.  Arbeiten u. a. von Eduard Freyhoff, C.G. Gemeinert und Wilhelm Barth folgten.
Mit der Gründung der städtischen Gemäldesammlung im Marstall im Jahr 1930 wurden zeitgenössische regionale Künstler in die Sammlung aufgenommen, darunter Karl Hagemeister, Heinrich Basedow d. J. und Philipp Franck. In den 1960er und 1970er Jahren erwarb das Museum Künstlernachlässe und -bestände der Potsdamer Maler Otto Heinrich, Hans Klohss und Siegward Sprotte.
1976 wurde die „Galerie Sozialistische Kunst“ (GSK) als Abteilung des Bezirksmuseums gegründet. Mit etwa 5200 Werken der Malerei, Grafik und Plastik – sowie in geringem Umfang der Fotografie und Gebrauchsgrafik – bildet sie im heutigen Potsdam Museum – Forum für Kunst und Geschichte den größten Bestandteil der Kunstsammlung nach 1945.
Die Sammlung Bildende Kunst wird in die Gegenwart fortgesetzt. Den Auftakt bildete das Gemälde „Brocken V“ von Bernd Krenkel über Saskia und Andreas Hüneke vom Potsdamer Kunstverein e. V.
In den letzten Jahren wurden Arbeiten von Claudia Berg, Christoph Bouet, Frank Gottemeier, Barbara Raetsch, Peter Rohn, Stefan Pietryga, Ulla Walter und Anna Werkmeister erworben. Große Grafikserien erreichten das Potsdam Museum über Schenkungen von Gernot Ernst und Christian Heinze.
Künstlerische und baugebundene Plastik bildet einen weiteren Bereich der Sammlung Bildende Kunst. Zwischen 1945 und 1970 wurden Spolien zum Abriss freigegebener Bürgerhäuser und Kirchen in der Stadtmitte von Museumsmitarbeitern geborgen. Hier sind vor allem bauplastische Teile der Garnison- und der Heiliggeistkirche zu erwähnen. Zur künstlerischen Skulptur gehören darüber hinaus religiöse Bildwerke aus Brandenburger Kirchen sowie Porträtbüsten der preußischen Könige und ihrer Architekten.

### Fotografische Sammlung
Die Fotografische Sammlung umfasst derzeit circa 100.000 Motive zur städtebaulichen, politischen und kulturellen Geschichte der Stadt Potsdam und ihrer Umgebung von der Mitte des 19. Jahrhunderts bis in die Gegenwart.

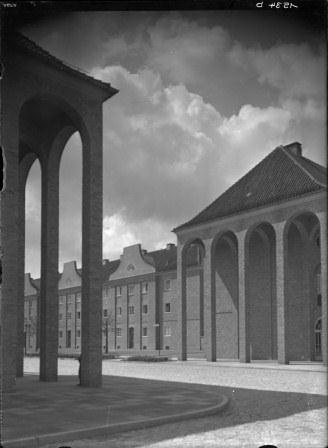
Städtische Lichtbildstelle Potsdam, Schillerplatz, 1937, Gelatinetrockenplatte, Potsdam Museum

Ein besonders wichtiger Sammlungs- und Forschungsschwerpunkt liegt auf der Architektur- und Stadtfotografie. Weitere thematische Schwerpunkte bilden Porträt- und Landschaftsaufnahmen, Ereignis- und Alltagsdarstellungen, fotojournalistische Arbeiten sowie verstärkt auch künstlerische Fotografie.
Neben der Abbildung der topografischen und sozialen Geschichte der Stadt erforscht diese Abteilung die Potsdamer Fotografiegeschichte. Der Bestand umfasst daher exemplarisch das Spektrum fotografischer Arbeiten von den frühesten Potsdamer Atelierfotografen (beispielsweise Hermann Selle, Atelier Selle & Kuntze und Ernst Eichgrün) über namhafte Potsdam-Fotografen wie Max Baur bis hin zu Potsdamer und Berliner Gegenwartsfotografen (z. B. Frank Gaudlitz, Göran Gnaudschun und Manfred Hamm). In die Sammlung integriert sind z. T. umfangreiche Konvolute professioneller Potsdamer Lichtbildner und Amateurfotografen sowie auch Bildbestände der in den 1930/1940er Jahren der Städtischen Bauverwaltung angegliederten Lichtbildstelle.

### Militaria
Die Geschichte der Stadt ist seit 1713 untrennbar mit der Garnison verbunden, die nach dem Ersten Weltkrieg zur Gründung des Garnisonmuseums führte. Große Teile des umfangreichen Bestandes fielen den Zerstörungen und Umlagerungen während des Zweiten Weltkrieges zum Opfer. Wie die polizeiliche Meldung des Museumsleiters im Juni 1945 zeigt, hatten einige Objekte den Zweiten Weltkrieg überstanden, so 186 Gewehre, 24 Pistolen, 184 Säbel und Degen, etliche Spontone und Lanzen und zwei von der Firma Krupp geschenkte Kanonen. Da in den Akten des Hausarchivs weitere Angaben fehlen, ist davon auszugehen, dass die Objekte abgegeben wurden. Nach einer kurzen Phase des erneuten Sammelns seit 1950 mussten diese Objekte 1952 an das neugegründete Museum für Deutsche Geschichte abgegeben werden. Ab den 1960er Jahren begannen die Mitarbeiter des Potsdam Museums, die Militaria-Sammlung wieder aufzubauen und erweiterten sie neben Waffen, Uniformen und Ausrüstungsgegenständen auch um Andenken und Dokumente. 2013 erhielt die Sammlung einen weiteren Zuwachs von gut 5.000 Objekten mit zum Teil überregionalem Bezug durch die Schenkung des Vereins zur Gründung eines Militärmuseums Brandenburg-Preußen e. V.

### Kulturhistorie
Mit knapp 15.500 Objekten enthält der Sammlungsbereich Angewandte Kunst des Potsdam Museums Arbeiten aus Glas, Keramik, Porzellan, Zink- und Eisenguss, Textil und Möbel. Zum Bereich Glas gehören neben Gegenständen bürgerlicher Provenienz Kristallpokale der Potsdamer Glashütte von Johannes Kunckel und dessen Nachfolge. Die Fayence-Sammlung besteht aus etwa 200 Maßkrügen, Vasen, Tellern und Apothekengefäßen des 18. Jahrhunderts aus Potsdamer und Berliner Herstellung. Sie gelangten durch testamentarische Verfügung des Kunsthistorikers und Fayence-Spezialisten Paul Heiland in den Bestand des Museums. Zeugnisse der Königlichen Porzellan-Manufaktur Berlin mit dem Schwerpunkt auf Produkten des Biedermeier bilden einen weiteren Höhepunkt der kunsthandwerklichen Sammlung. Ausgewählte Objekte der Eisenkunstgießereien in Berlin, Gleiwitz und Sayn bieten Einblicke in ein besonderes Kapitel des preußisch-brandenburgischen Kunsthandwerks. Seit dem 18. Jahrhundert war Potsdam darüber hinaus ein bedeutendes Zentrum textiler Manufakturen. Glanzpunkte der Sammlung bilden eine barocke Kasel und ein Seidenjäckchen aus dem 18. Jahrhundert.
Ebenso wie die Textil-, musste auch die Möbelsammlung nach dem Zweiten Weltkrieg aufgrund der hohen Verluste beinahe komplett neu aufgebaut werden. Die Sammlung umfasst 450 Objekte, darunter Biedermeierstühle und -schränke, Kopien königlichen Mobiliars aus Schloss Paretz und Schreibsekretäre. Ebenso zählen zur Sammlung Spiegel und Gewerkstruhen Potsdamer Innungen.

### Schrift und Druck
In dieser Sammlung sind schriftliche Zeugnisse aus allen Lebensbereichen vereint, aufgrund derer sich verschiedene Sphären des Lebens in der Stadt nachvollziehen lassen. Die Sammlung ist nach thematischen Schwerpunkten wie Politik, Industrie, Handwerk, Kultur, Erziehung, Militär, Sport, Medien u. v. m. geordnet. Zu den Glanzstücken gehören die wenigen Urkunden aus dem 17. und 18. Jahrhundert. Ein weiterer seltener Bestand sind Poesiealben vorrangig aus dem 19. Jahrhundert, aus denen Verbindungen von Potsdamer Familien hergeleitet werden können.
Durch Kriegsverluste sind bis 1945 zahlreiche Autographen verloren gegangen, darunter auch die Briefe des Architekten Georg Christian Unger. Erhalten geblieben sind hingegen diejenigen des Potsdamer Malers Johann Gottlieb Puhlmann aus den Jahren 1774–1787. Wenig erstaunlich, da auf die generelle Zunahme von Schriftstücken zurückführbar, stammen die meisten Dokumente und Broschüren aus dem 20. Jahrhundert und geben einen reichen Einblick in das Potsdamer (Kultur-)Leben dieser Zeit.

### Bibliothek
Der Buchbestand des Potsdam Museums gehört zu den ältesten Sammlungsgruppen des Hauses und bildet seit 1909 eine fachliche Grundlage der wissenschaftlichen Ausstellungs- und Bestandsarbeit. Sie umfasst derzeit über 31.000 Buchbände und Zeitschriftentitel, deren größter Teil historisch bedingt nur durch handschriftliche Inventare und Karteien formalerschlossen ist. Eine elektronische Erfassung der Bibliothek erfolgt in ehrenamtlicher Arbeit seit 2010. Die vorhandene Literatur vertieft alle Sammlungsschwerpunkte des Museums, besonders der Potsdamer Stadtgeschichte und Kunst. Darüber hinausgehende thematische Vielfalt verdankt sie einzelnen Erwerbungsschüben z. B. durch Nachlässe, Vorlässe und Stiftungen (u. a. von Fritz Rumpf, Otto Hundt, Richard Hoffmann, Friedrich Mielke). Den umfangreichsten Zuwachs jüngeren Datums bildeten 2013 die Bibliothek des aufgelösten Vereins zur Gründung eines Militärmuseums Brandenburg-Preußen e. V. mit circa 4.000 Medieneinheiten sowie Sammlungskonvolute von Privatpersonen.
Zum Sammlungsbestand gehören auch die Bereiche Kunstschmiedeeisen, Plakate und Gebrauchsgrafik, historische Karten, Handwerk/Technik/Alltagskultur, Uhren, Modelle, Abzeichen/Plaketten, Numismatik und Spielzeug.

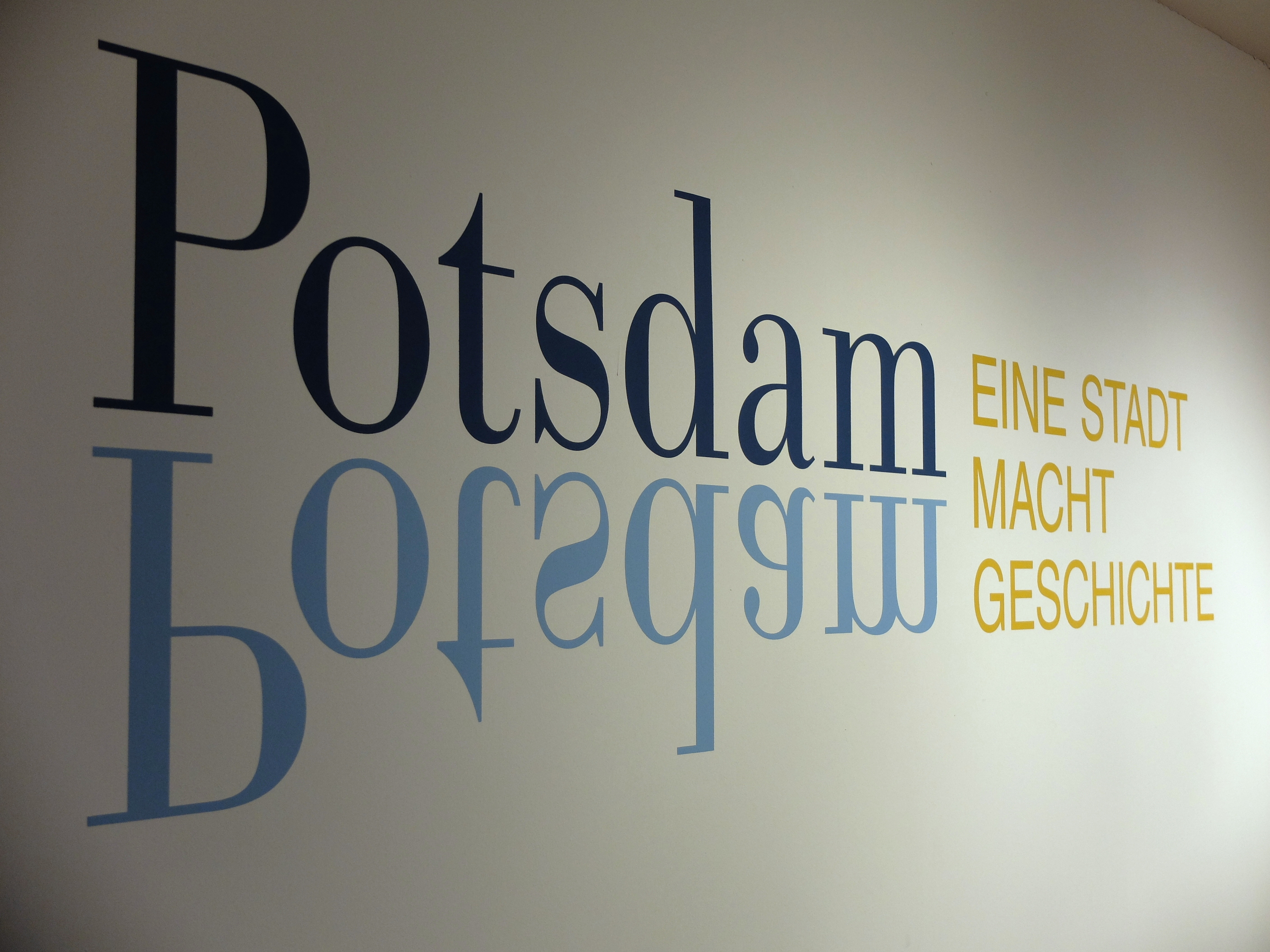

## Ständige Ausstellung:Potsdam – eine Stadt macht Geschichte

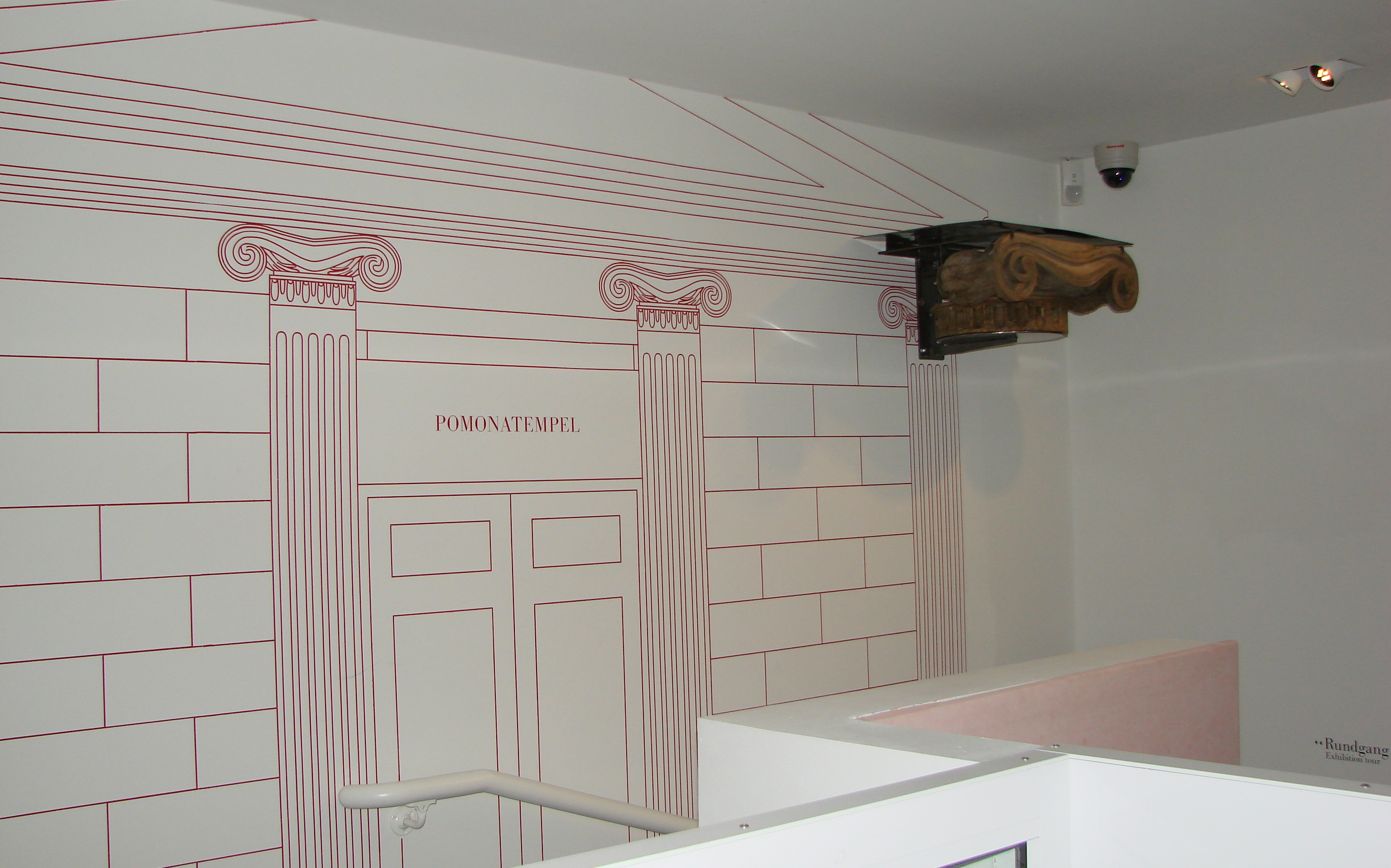
Originales Säulenkapitell des Pomonatempels

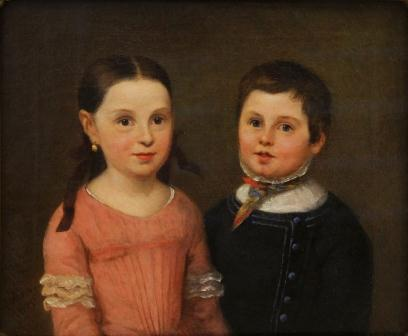
Albert Moores: Julius Kann mit seiner Schwester, 1849, Potsdam Museum

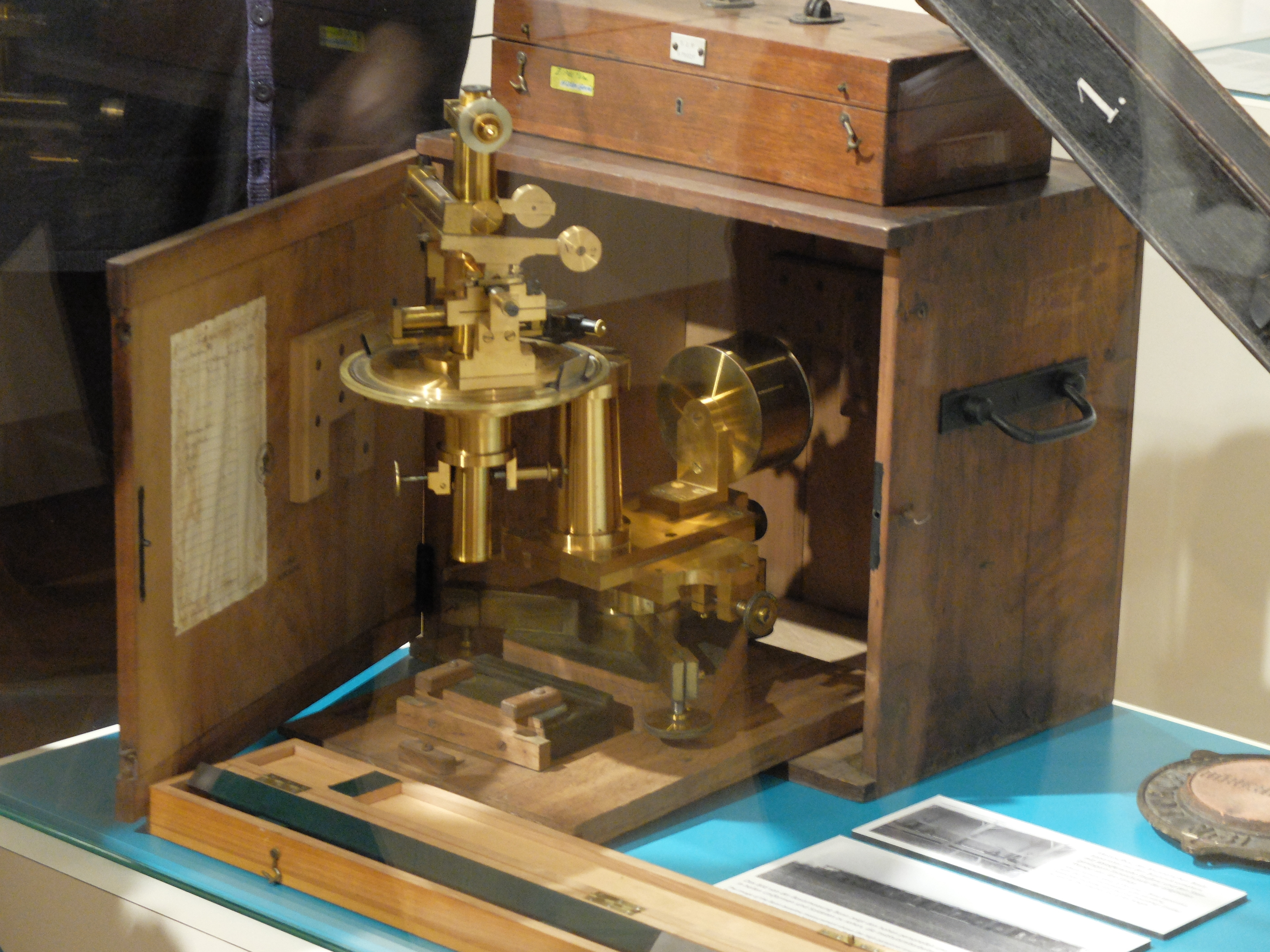
Basismikrometer, Teil eines Brunner’schen Basisapparates von Carl Bamberg, um 1890

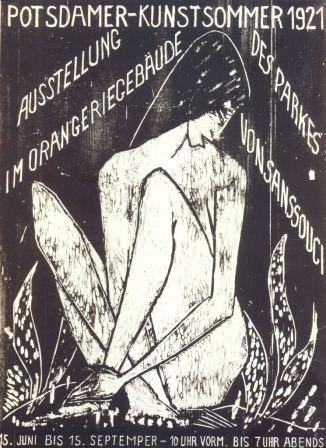
Otto Mueller, Plakat zum Potsdamer Kunstsommer, 1921, Holzschnitt, Potsdam Museum

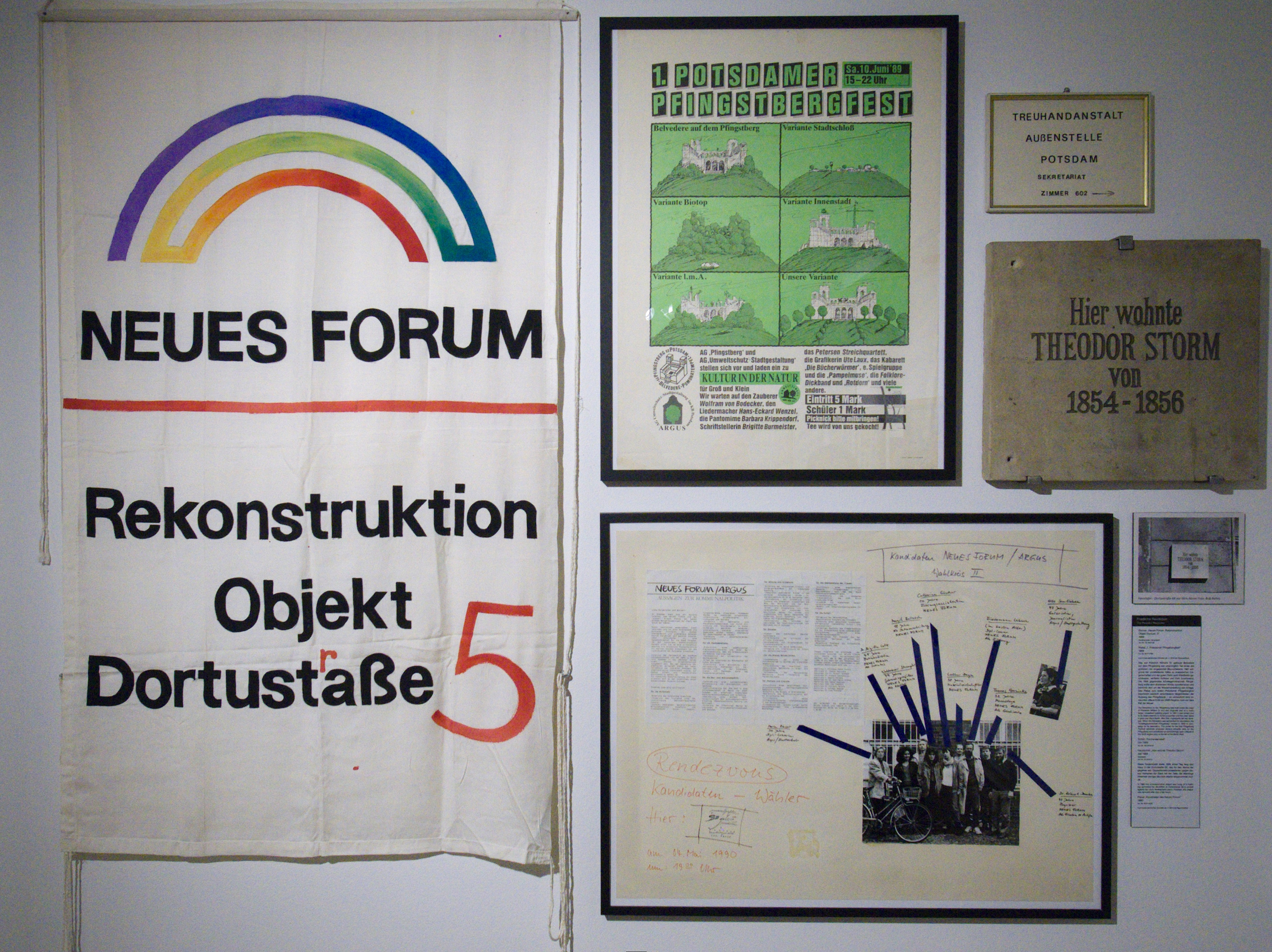
Neues Forum und ARGUS 1990

Nach der Sanierung des neuen Museumsstandortes am Alten Markt eröffnete das Potsdam Museum – Forum für Kunst und Geschichte 2013 seine ständige Ausstellung unter dem Titel „Potsdam – eine Stadt macht Geschichte“. Die Ausstellung erstreckt sich über das gesamte erste Obergeschoss auf einer Fläche von circa 800 m². Sie ist in elf Themenbereiche gegliedert, die sich nicht unbedingt an die chronologische Abfolge von Ereignissen halten. Sie zeigt auf diese Weise eine Vielfalt in der Stadtentwicklung. Mehr als 400 Originalexponate aus den Sammlungen des Museums sowie interaktive Stationen vermitteln ein Bild der Stadtgeschichte.
- Schenken und Verpfänden

In diesem Teil der Ausstellung nehmen die neueren Erkenntnisse aus den Grabungen auf dem Alten Markt – im Zusammenhang mit den Bauarbeiten für den Landtag – einen wichtigen Platz ein. Eine originalgetreue Kopie der Urkunde aus dem Jahr 993, mit der die Orte Geliti und Poztupimi im Havelland an das Kloster Quedlinburg übereignet werden, weisen auf den Ursprung der Stadt hin. Weitere originale Fundstücke aus dem Mittelalter ergänzen diesen Ausstellungsbereich.
- Residieren und Gestalten

Im Mittelpunkt stehen die Herrscher, die Potsdam zur Residenzstadt machten, und die von ihnen beauftragten Architekten und Gartengestalter, denen Potsdam noch heute seinen Ruf als Welterbestadt verdankt. Die Vision des Johann Moritz von Nassau-Siegen: Das gantze Eyland muß ein Paradies werden, steht als ein Leitbild für die Entwicklung der Residenz bis zum 19. Jahrhundert. Ein originales Bauteil des im Jahr 1990 bereits verfallenen Pomonatempels (Karl Friedrich Schinkel) auf dem Pfingstberg bezeugt diesen Anspruch.
- Produzieren und Protegieren

Zum Beginn des 18. Jahrhunderts war Potsdam ein wirtschaftlich nur schwach entwickelter Ort. Unter den Königen Friedrich Wilhelm I. und Friedrich II. entwickelte sich die Stadt zu einem wichtigen Standort von Manufakturen und später auch Fabriken. Ausgangspunkt für diese Entwicklung war der Bedarf der preußischen Armee an Stoffen, Kleidung und Waffen. Später erforderte die Ausstattung der Schlösser Luxusgüter wie Seide, Glas und Fayencen. Ausgewählte Stücke aus der Manufakturproduktion illustrieren die Entwicklung von Handwerk und Gewerbe.
- Kommen und Bleiben

Im Zentrum dieses Ausstellungsbereichs stehen die Einwanderer, die Friedrich Wilhelms I. durch die Politik der „Peuplierung“ Preußens auch nach Potsdam kamen, Schweizer, Salzburger, Hugenotten, Niederländer, Böhmer. Ihre Kirchen und Häuser beeinflussen das Stadtbild und die Stadtentwicklung.
- Einquartieren und Paradieren

1713 wurde Potsdam Garnisonstadt. Der „Soldatenkönig“ Friedrich Wilhelm I. ließ seine Leibgarde, die „Langen Kerls“, in die Stadt verlegen. Soldaten und Garnison waren für Potsdam über Jahrhunderte stadtbildprägend: Die Soldaten der preußischen Armee, die französischen Besatzer in der Zeit von 1806 bis 1813 und die Soldaten der Gruppe der sowjetischen Streitkräfte in Deutschland. Informationen und militärische Ausstellungsgegenstände vermitteln einen Eindruck der jeweiligen Zeit.
- Reformieren und Konservieren

Als städtisches Museum rückt das bürgerliche Potsdam ins Zentrum der Betrachtung, dessen kulturelle und künstlerische Ausprägungen seit Beginn des 19. Jahrhunderts mit dem wachsenden bürgerlichen Selbstbewusstsein beobachtbar werden. Ab 1808 mit den Stein-Hardenbergschen Reformen begann auch in Potsdam die städtische Selbstverwaltung. Zum ersten Stadtverordnetenvorsteher wählten die wenigen wahlberechtigten Bürger Carl Christian Horvath, Verleger und Buchhändler in Potsdam. Auf der Nauener Straße 32 eröffnete der jüdische Bankier Wilhelm Kann 1842 sein Bankhaus.
- Forschen und Erfinden

Dieser Teil der Ausstellung schildert die umfangreichen Aktivitäten auf den Gebieten Wissenschaft und Forschung. So wird die 1832 erfolgte Einrichtung einer optischen Telegraphenlinie auf dem Telegraphenberg, die Landung des LZ 10 Schwaben der DELAG auf einem Luftschiffhafen am Templiner See ebenso geschildert, wie die Arbeiten von Alexander von Humboldt, der ab 1805 einige Jahre in Potsdam lebte und 1849 Ehrenbürger der Stadt wurde. Die in Potsdam hergestellten optischen Geräte aus der Produktion des Unternehmens von Edmund Hartnack finden ebenso ihren Platz in der Ausstellung wie die von Adolf Miethe erfundene Technik der Dreifarbenfotografie als wichtiger Beitrag zur Entwicklung der Farbfotografie. Der Apotheker Max Negwer verlegte 1924 die Produktion des von ihm 1907 entwickelten Produkts Ohropax aus Berlin nach Potsdam. Der Betrieb arbeitete dort noch bis 1958 und verlegte den Betrieb nach der Verstaatlichung durch die DDR-Behörden nach Bad Homburg vor der Höhe. Weitere Exponate sind dem Wirken von Hermann von Helmholtz und dem Potsdamer Einsteinturm gewidmet.
- Potsdam im Fokus

Mit dem fotografischen Medium wird eine Chronologie des Stadtbildes vom Ende des 19. Jh. bis in die Gegenwart präsentiert. Persönliche Sichtweisen Potsdamer Fotografen auf die Stadt stehen hier in Korrespondenz mit dem Ausblick auf den Alten Markt als Museumsstandort. Bilder von aktuellen Rekonstruktionsvorhaben schließen den fotografischen Rundgang ab.
- Modernisieren und Beharren

Die kulturelle Entwicklung nach dem Ersten Weltkrieg steht im Mittelpunkt dieses Ausstellungsbereichs. Bekannte Verlage (z. B. Kiepenheuer Verlag) nahmen ihren Sitz in Potsdam, bekannte Künstler (z. B. Max Liebermann, Henry van der Velde) trafen sich in den Salons der Stadt und Mäzene organisierten Ausstellungen. Der Potsdamer Kunstverein, Fritz Rumpf und der Kunsthändler Ferdinand Möller initiierten 1921 eine Kunstausstellung in der Orangerie von Sanssouci zwischen den Polen Expressionismus und Historismus. Das Atelier von Peter Behrens in Neubabelsberg wurde zur Keimzelle der Moderne. Zu den Architekten des modernen Bauens zählten Ludwig Mies van der Rohe ebenso wie der Stadtplaner Reinhold Mohr. Ausgewählte Stücke aus der Gemäldesammlung des Museums zeigen die Vielfalt künstlerischen Schaffens in der Stadt.
- Weltbühne Potsdam

Im Ausstellungsrundgang folgt das Modul zur Diktaturgeschichte in Potsdam unter dem Titel „Weltbühne Potsdam. Potsdam in der Zeit zweier Diktaturen (1933–1989)“. Im 20. Jahrhundert ist die Stadt Bühne weltgeschichtlicher Ereignisse. Potsdams „Weltbühnen“ sind mit drei Orten verknüpft, an denen die Stadt in das Licht der Weltöffentlichkeit trat: am „Tag von Potsdam“ (1933), zur „Potsdamer Konferenz“ (1945) und an der Glienicker Brücke (1961–1989).
- Identität und Heimat

Das letzte Modul der ständigen Ausstellung präsentiert die jüngste Zeit Potsdams im wiedervereinten Deutschland. Im Jahr 1989 „erobern“ Bürger ihre Stadt. Der Kampf gegen Abriss historischer Bausubstanz und für Bürgerrechte wird mit originalen Plakaten und Tafeln der zeitgenössischen Bürgerbewegungen nachgezeichnet und erläutert. Im Fokus stehen darüber hinaus die Verleihung des UNESCO-Weltkulturebetitels und Interviews von Potsdamer Bürgerinnen und Bürgern an wichtigen historischen Standorten der Stadt.